# ヘンリー・アイリング
ヘンリー・アイリング（Henry D. Eyring, 1901年2月20日 - 1981年12月26日）は、アメリカの理論化学者。特に量子化学を応用した遷移状態理論と反応速度論に関する研究、また著書の「絶対反応速度論」が有名である。また、複雑な化学反応の基本となる素反応の理論的な解明に貢献した人物でもある。

## 経歴
末日聖徒イエス・キリスト教会の信者の家に生まれ、メキシコ・チワワ州北部のコロニア・フアレスの牧場で育った。1910年のメキシコ革命で追放され、1912年にはテキサス州エルパソに移った。数年後、アリゾナ州ピマに移り、そこの高校で数学と科学に才能を示した。1919年には州の奨学金を得てアリゾナ大学に入学し、鉱山学、冶金学、化学を学んだ。その後化学の研究のためにカリフォルニア大学バークレー校へ進学し、1923年に鉱山工学の学士号を取得。1927年に同大学院からPh.D.を取得。在学中の1924年から翌年までアリゾナ大学で化学を教えた。1930年にはカリフォルニア大学バークレー校で教鞭を執った。
1931年にプリンストン大学へ講師として招かれる。また、同年にハンガリーの物理化学者であるマイケル・ポランニーと共に活性化エネルギーの計算法（アイリング–ポランニーの式）について発表した。
1935年、アメリカに帰化する。1938年、プリンストン大学で教授となるが、1946年にはユタ大学の教授となる。1941年には『反応速度論』を著す。1949年、ユタ大学大学院の学部長の職を得て大学を移る。1963年アメリカ化学会、1965年アメリカ科学振興協会の理事長に就任した。
1981年ソルトレイクシティで死去。彼自身も熱心な末日聖徒イエス・キリスト教会の教会員であった。彼の息子ヘンリー・B・アイリングは1995年4月6日、十二使徒定員会会員となる。

## 受賞歴
- 1932年 - ニューカム・クリーブランド賞
- 1949年 - ビンガム・メダル
- 1960年 - レムセン賞
- 1964年 - ピーター・デバイ賞
- 1966年 - アメリカ国家科学賞物理学賞
- 1968年 - アーヴィング・ラングミュア賞
- 1968年 - ウィラード・ギブズ賞
- 1969年 - ライナス・ポーリング賞
- 1969年 - エリオット・クレッソン・メダル
- 1975年 - T. W. Richards medal
- 1975年 - プリーストリー賞
- 1979年 - Berzelius medal
- 1980年 - ウルフ賞化学部門